# 霍灵施泰特
霍灵施泰特（德語：Hollingstedt）是德国石勒苏益格－荷尔斯泰因州的一个市镇。总面积9.74平方公里，总人口296人，其中男性153人，女性143人（2011年12月31日），人口密度30人/平方公里。